# Athysanella marthae
Athysanella marthae är en insektsart som beskrevs av Blocker 1988 . Athysanella marthae ingår i släktet Athysanella och familjen dvärgstritar. Inga underarter finns listade i Catalogue of Life.